# Jack Crawford
John Herbert Crawford (Urangeline, Nova Gal·les del Sud, 22 de març de 1908 – Sydney, 10 de setembre de 1991) fou un exjugador de tennis australià durant la dècada de 1930.
Va disputar un total de dotze finals de Grand Slam amb un resultat de sis títols i disputant la final en tots quatre torneigs. En dobles masculins també va aconseguir sis títols de dotze finals i també va disputar les finals de tots quatre torneigs. En dobles mixts va guanyar cinc títols de vuit finals, tot i que en aquesta categoria no va disputar la final del U.S. Championships. En la seva trajectòria destaca la temporada 1933, en el qual va disputar les finals dels quatre torneigs de Grand Slam, va guanyar tres títols i va cedir en el U.S. Championships a cinc sets, és a dir, es va quedar a un sol set de completar el Grand Slam pur.
Va formar part de l'equip australià de Copa Davis i va participar en una final sense recompensa. Fou inclòs a l'International Tennis Hall of Fame l'any 1979 i fou condecorat amb l'Orde de l'Imperi Britànic (OBE) el 1976 per la seva contribució a l'esport.
Es va casar amb la també tennista australiana Marjorie Cox Crawford, junts van disputar diversos torneigs de categoria mixta, destacant tres títols de l'Australian Championships consecutius en cinc finals consecutives.

## Torneigs de Grand Slam

### Individual: 12 (6−6)
| Resultat  | Núm. | Any  | Torneig                      | Oponent             | Marcador                  |
| --------- | ---- | ---- | ---------------------------- | ------------------- | ------------------------- |
| Guanyador | 1.   | 1931 | Australian Championships     | Harry Hopman        | 6−4, 6−2, 2−6, 6−1        |
| Guanyador | 2.   | 1932 | Australian Championships (2) | Harry Hopman        | 4−6, 6−3, 3−6, 6−3, 6−1   |
| Guanyador | 3.   | 1933 | Australian Championships (3) | Keith Gledhill      | 2−6, 7−5, 6−3, 6−2        |
| Guanyador | 4.   | 1933 | Internationaux de France     | Henri Cochet        | 8−6, 6−1, 6−3             |
| Guanyador | 5.   | 1933 | Wimbledon                    | Ellsworth Vines     | 4−6, 11−9, 6−2, 2−6, 6−4  |
| Finalista | 1.   | 1933 | US Championships             | Fred Perry          | 3−6, 13−11, 6−4, 0−6, 1−6 |
| Finalista | 2.   | 1934 | Australian Championships     | Fred Perry          | 3−6, 5−7, 1−6             |
| Finalista | 3.   | 1934 | Internationaux de France     | Gottfried von Cramm | 4−6, 9−7, 6−3, 5−7, 3−6   |
| Finalista | 4.   | 1933 | Wimbledon                    | Fred Perry          | 3−6, 0−6, 5−7             |
| Guanyador | 6.   | 1935 | Australian Championships (4) | Fred Perry          | 2−6, 6−4, 6−4, 6−4        |
| Finalista | 5.   | 1936 | Australian Championships (2) | Adrian Quist        | 2−6, 3−6, 6−4, 6−3, 7−9   |
| Finalista | 6.   | 1940 | Australian Championships (3) | Adrian Quist        | 3−6, 1−6, 2−6             |

### Dobles masculins: 12 (6−6)
| Resultat  | Núm. | Any  | Torneig                      | Parella        | Oponents                       | Marcador                 |
| --------- | ---- | ---- | ---------------------------- | -------------- | ------------------------------ | ------------------------ |
| Guanyador | 1.   | 1929 | Australian Championships     | Harry Hopman   | Jack Cummings Edgar Moon       | 6−1, 6−8, 4−6, 6−1, 6−3  |
| Guanyador | 2.   | 1930 | Australian Championships (2) | Harry Hopman   | Tim Fitchett John Hawkes       | 8−6, 6−1, 2−6, 6−3       |
| Finalista | 1.   | 1931 | Australian Championships     | Harry Hopman   | James Anderson Norman Brookes  | 2−6, 4−6, 3−6            |
| Guanyador | 3.   | 1932 | Australian Championships (3) | Edgar Moon     | Harry Hopman Gerald Patterson  | 12−10, 6−3, 4−6, 6−4     |
| Finalista | 2.   | 1933 | Australian Championships (2) | Edgar Moon     | Keith Gledhill Ellsworth Vines | 4−6, 8−10, 2−6           |
| Finalista | 3.   | 1934 | Internationaux de France     | Vivian McGrath | Jean Borotra Jacques Brugnon   | 9−11, 3−6, 6−2, 6−4, 7−9 |
| Guanyador | 4.   | 1935 | Australian Championships (4) | Vivian McGrath | Patrick Hughes Fred Perry      | 6−4, 8−6, 6−2            |
| Guanyador | 5.   | 1935 | Internationaux de France     | Adrian Quist   | Donald Turnbull Vivian McGrath | 6−1, 6−4, 6−2            |
| Guanyador | 6.   | 1935 | Wimbledon                    | Adrian Quist   | Wilmer Allison John Van Ryn    | 6−3, 5−7, 6−2, 5−7, 7−5  |
| Finalista | 4.   | 1936 | Australian Championships (3) | Vivian McGrath | Adrian Quist Donald Turnbull   | 8−6, 2−6, 1−6, 6−3, 2−6  |
| Finalista | 5.   | 1939 | US Championships             | Harry Hopman   | Adrian Quist John Bromwich     | 6−8, 1−6, 4−6            |
| Finalista | 6.   | 1940 | Australian Championships (4) | Vivian McGrath | Adrian Quist John Bromwich     | 3−5, 5−7, 1−6            |

### Dobles mixts: 8 (5−3)
| Resultat  | Núm. | Any  | Torneig                      | Parella               | Oponents                            | Marcador        |
| --------- | ---- | ---- | ---------------------------- | --------------------- | ----------------------------------- | --------------- |
| Finalista | 1.   | 1928 | Wimbledon                    | Daphne Akhurst        | Elizabeth Ryan Patrick Spence       | 5−7, 4−6        |
| Finalista | 2.   | 1929 | Australian Championships     | Marjorie Cox Crawford | Daphne Akhurst Edgar Moon           | 0−6, 5−7        |
| Finalista | 3.   | 1930 | Australian Championships (2) | Marjorie Cox Crawford | Nell Hall Hopman Harry Hopman       | 9−11, 6−3, 3−6  |
| Guanyador | 1.   | 1930 | Wimbledon                    | Elizabeth Ryan        | Hilde Sperling Daniel Prenn         | 6−1, 6−3        |
| Guanyador | 2.   | 1931 | Australian Championships     | Marjorie Cox Crawford | Emily Hood Westacott Aubrey Willard | 7−5, 6−4        |
| Guanyador | 3.   | 1932 | Australian Championships (2) | Marjorie Cox Crawford | Nell Hall Hopman Jiro Sato          | 6−8, 8−6, 6−3   |
| Guanyador | 4.   | 1933 | Australian Championships (3) | Marjorie Cox Crawford | Marjorie Gladman Ellsworth Vines    | 3−6, 7−5, 13−11 |
| Guanyador | 5.   | 1933 | Internationaux de France     | Margaret Scriven      | Betty Nuthall Fred Perry            | 6−2, 6−3        |

## Palmarès

### Equips: 2 (1−1)
| Resultat  | Núm. | Data                      | Torneig                             | Superfície | Equip                                   | Oponents                                              | Marcador |
| --------- | ---- | ------------------------- | ----------------------------------- | ---------- | --------------------------------------- | ----------------------------------------------------- | -------- |
| Finalista | 1.   | 25 − 28 de juliol de 1936 | Copa Davis, Londres, Regne Unit     | Gespa      | Adrian Quist                            | Bunny Austin Patrick Hugues Fred Perry Raymond Tuckey | 2−3      |
| Guanyador | 1.   | 2 − 5 de setembre de 1939 | Copa Davis, Haverford, Estats Units | Gespa      | John Bromwich Harry Hopman Adrian Quist | Joseph Hunt Jack Kramer Frank Parker Bobby Riggs      | 3−2      |

## Trajectòria

### Individual
| Torneig | 1926 | 1927 | 1928 | 1929 | 1930 | 1931 | 1932 | 1933 | 1934 | 1935 | 1936 | 1937 | 1938 | 1939 | 1940        | 1941        | 1942        | 1943        | 1944        | 1945        | 1946 | 1947 | 1948 | 1949 | 1950 | 1951 | Títols | V − D   |
| --- | ---- | ---- | ---- | ---- | ---- | ---- | ---- | ---- | ---- | ---- | ---- | ---- | ---- | ---- | ----------- | ----------- | ----------- | ----------- | ----------- | ----------- | ---- | ---- | ---- | ---- | ---- | ---- | ------ | ------- |
| Australian Championships                                                                                                  | 1R   | QF   | SF   | QF   | SF   | G    | G    | G    | F    | G    | F    | SF   | 3R   | SF   | F           | No celebrat | No celebrat | No celebrat | No celebrat | No celebrat | 3R   | 1R   | 3R   | 3R   | 2R   | 1R   | 4 / 21 | 52 − 17 |
| Internationaux de France                                                                                                  | A    | A    | QF   | A    | 4R   | A    | A    | G    | F    | SF   | A    | A    | A    | A    | No celebrat | No celebrat | No celebrat | No celebrat | No celebrat | No celebrat | A    | 3R   | A    | A    | A    | A    | 1 / 6  | 20 − 5  |
| Wimbledon | A    | A    | 4R   | A    | 3R   | A    | SF   | G    | F    | SF   | QF   | QF   | A    | A    | No celebrat | No celebrat | No celebrat | No celebrat | No celebrat | No celebrat | A    | 1R   | A    | A    | A    | A    | 1 / 9  | 36 − 8  |
| US Championships | A    | A    | QF   | A    | A    | A    | A    | F    | A    | A    | A    | A    | A    | 3R   | A           | A           | A           | A           | A           | A           | A    | 3R   | A    | A    | A    | A    | 0 / 4  | 10 − 4  |
| Llegenda: G: Guanyador; F: Finalista; SF: Semifinalista; QF: Quarts de final; Q: Qualificació; A: Absent; RR: Round Robin |      |      |      |      |      |      |      |      |      |      |      |      |      |      |             |             |             |             |             |             |      |      |      |      |      |      |        |         |